# Asbach-Sickenberg
Asbach-Sickenberg is een gemeente in de Duitse deelstaat Thüringen, en maakt deel uit van de Landkreis Eichsfeld.
Asbach-Sickenberg telt 96 inwoners.